# Broxholme
Broxholme – wieś w Anglii, w hrabstwie Lincolnshire, w dystrykcie West Lindsey. Leży 9 km na północny zachód od Lincoln i 201 km na północ od Londynu.